# Oxycombustion
Un procédé d'oxycombustion est une combustion où l'on utilise directement du dioxygène (O2) comme comburant plutôt que simplement de l'air. En excluant l'azote de la combustion, la température de flamme augmente significativement et on limite la quantité de fumée générée, ainsi que la production de NOx. 
On parle souvent d'oxy-combustion dès que le taux d'oxygène du comburant dépasse 90-95 %, taux qui suffit à produire des fumées souvent près de 10 fois plus riches en CO2 que les fumées de post-combustion conventionnelle ,.

## Application au captage du dioxyde de carbone

### Introduction
Les combustibles fossiles contiennent essentiellement du carbone (C), de l'hydrogène (H) et en plus faibles proportions de l'oxygène (O), de l'azote (N), du soufre (S) et des traces de divers autres éléments.

Lorsque ces combustibles sont brûlés dans l'air (composé de diazote (N2) pour environ 79 % et de dioxygène (O2) pour environ 21 %), ce dernier réagit avec les composants du combustible pour donner du dioxyde de carbone, de la vapeur d'eau (H2O), du dioxyde de soufre (SO2) et des oxydes d'azote. Le diazote de l'air ne participe pas à la réaction (à ceci près qu'il peut être partiellement dissocié à haute température et donner également des NOx) et se retrouve dans les fumées de combustion.
Celles-ci sont donc composées principalement de diazote, de vapeur d'eau et de dioxyde de carbone, les autres composants n'étant présents qu'en proportion plus réduite.

Ces derniers, polluants notables, peuvent être éliminés par réaction chimique : le dioxyde de soufre par réaction avec du calcaire ou de la chaux, donnant alors du sulfate de calcium (CaSO4) ; les NOx peuvent être réduits par réaction avec de l'ammoniaque.
L'élimination par voie chimique du dioxyde de carbone est plus difficile. Or ce gaz est un gaz à effet de serre et est considéré comme le principal contributeur au réchauffement climatique.

Parmi les techniques explorées pour extraire des fumées de combustion et mieux gérer le dioxyde de carbone, l'oxycombustion semble prometteuse.

### Principe
Les fumées de combustion (dans l'air) étant composées principalement de diazote (N2), de vapeur d'eau (H2O) et de dioxyde de carbone (CO2), il est aisé d'éliminer la vapeur d'eau en condensant les fumées et en recueillant l'eau sous forme liquide. La difficulté principale concerne la séparation de l'azote et du dioxyde de carbone.
L'oxycombustion, en utilisant du dioxygène pur au lieu d'air, permet de ne produire que deux composants principaux dans les fumées : du dioxyde de carbone et de la vapeur d'eau. Une fois l'eau éliminée par condensation, il ne reste que du dioxyde de carbone. Toutefois, ce gaz n'est pas pur : il subsiste également des traces d'argon, de dioxyde de soufre (SO2) provenant du soufre contenu dans combustible et un reste d'oxygène non consommé (≤ 7 % en général)

### Mise en œuvre
La combustion dans le dioxygène pur porte les températures de flamme à des niveaux tels que les équipements classiques (fours, foyers de chaudière, etc.) n'y résistent pas. On recycle donc le dioxyde de carbone qui en est issu comme « ballast » pour remplacer le diazote de l'air. On obtient ainsi un gaz (O2-CO2) qui abaisse la température de combustion, augmente le rendement, tout en produisant des fumées encore plus concentrées en dioxyde de carbone grâce notamment à une forte diminution de la production d'oxydes d'azote (NOx).
En théorie brûler le combustible dans un mélange de 21 % de dioxygène et de 79 % de dioxyde de carbone abaisse la température à niveau proche de celui d'une combustion dans l'air. En fait, on n'a pas besoin de respecter scrupuleusement cette proportion (21 % / 79 %), d'autant plus que le diazote et le dioxyde de carbone n'ont pas les mêmes caractéristiques physiques (masse volumique, émissivité, etc.). Des expériences sont en cours pour optimiser cette proportion.

L'installation d'oxycombustion comprend donc :
- une unité de séparation d'air (produisant le dioxygène nécessaire et du diazote, avec possibilité d'aussi récupérer l'argon de l'air) ;
- une installation de combustion (four, chaudière, etc.) rejetant du CO2 et de la vapeur d'eau ;
- un ventilateur de recyclage renvoyant vers le(s) brûleur(s) une partie des fumées (CO2 + H2O) qui sera mélangée avec le dioxygène venant de l'unité de séparation d'air, pour constituer le comburant ;
- un condenseur permettant d'éliminer la vapeur d'eau.

### Inconvénients
Le principal inconvénient est l'unité de séparation d'air ; on déplace en fait le problème de la séparation du diazote et du dioxyde de carbone composant les fumées, vers celui de la séparation du diazote et du dioxygène composant l'air.
Cette dernière technique (séparation cryogénique par distillation fractionnée) est au point, et appliquée industriellement depuis longtemps mais elle est très énergivore. 
Or le captage du dioxyde de carbone intéresse essentiellement les centrales thermiques produisant de l'électricité, activité qui est de loin la plus émettrice de dioxyde de carbone. Utiliser l'oxycombustion fait chuter de 10 à 15 points le rendement net d'une centrale électrique, si l'on tient compte de la puissance absorbée pour faire fonctionner l'unité de séparation d'air (et il en va d'ailleurs de même pour toutes les autres techniques expérimentées pour capter le dioxyde de carbone).